# Primula nutans
Primula nutans es una especie perteneciente a la familia de las primuláceas. 

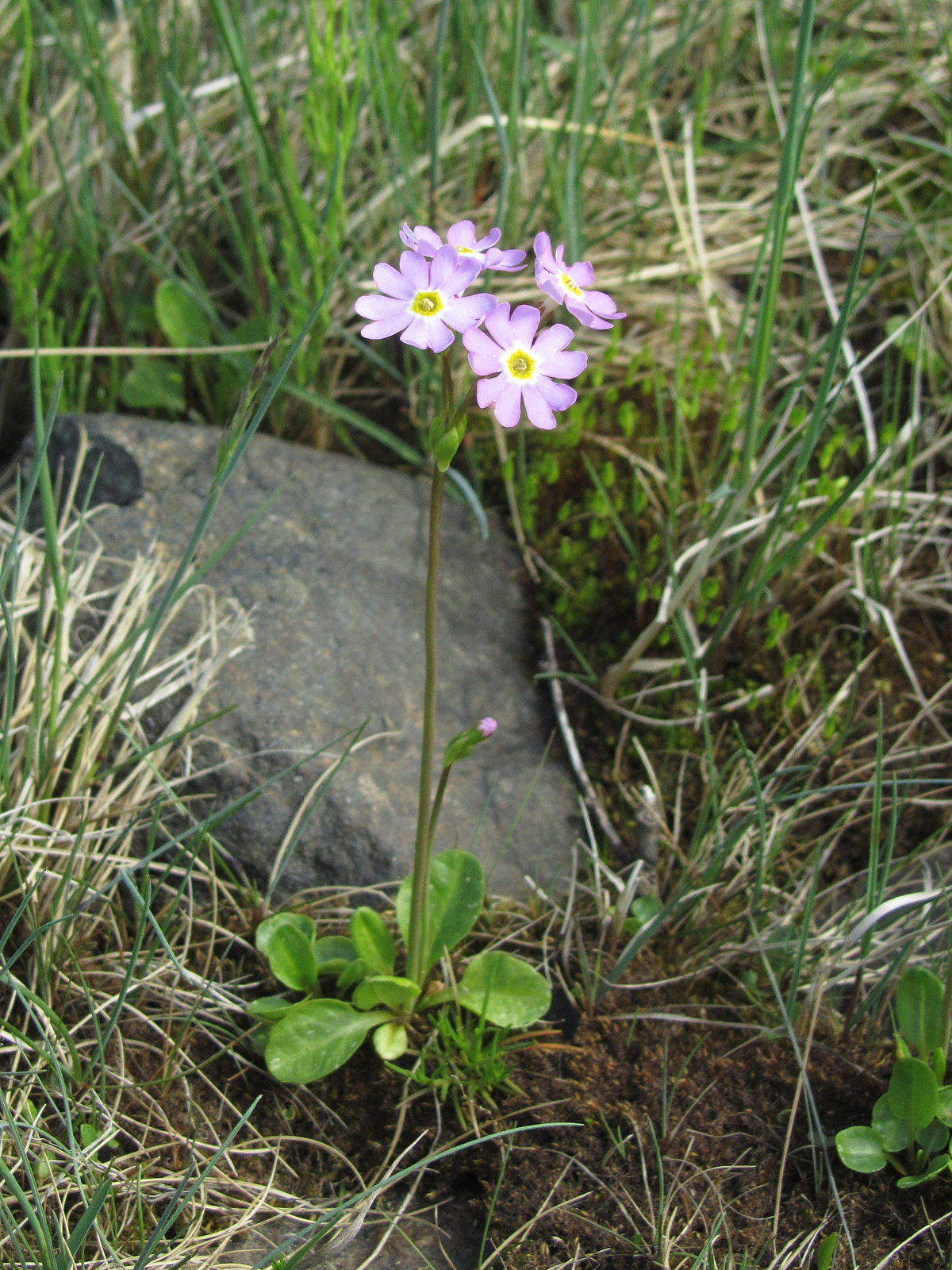
Vista de la planta en su hábitat

## Descripción
Se distingue por no tener hojas harinosas blancas y sí estilos de diferente longitud. Flores lila o rosa con centro amarillo, en umbelas de 1-10, en tallo 1-30 cm. Corola de 1-2 cm de diámetro; cáliz con 5 costillaas distintivas. Brácteas normalmente con aurículas en la base. Hojas ovadas o casi redondeadas, algo carnosas, con pecíolo el dobel de largo que la lámina. Florece desde finales de primavera.

## Hábitat
Prados húmedos, generalmente cerca del mar.

## Distribución
En Finlandia, Noruega, Suecia y Rusia. También en Alaska y costa pacífica de Canadá en Yukón y Columbia Británica.

## Taxonomía
Primula nutans fue descrita por Johann Gottlieb Georgi y publicado en Bemerkungen einer Reise im Russischen Reich im Jahre 1772 1: 200. 1775.
Etimología
Primula: nombre genérico que proviene del latín primus o primulus = "primero", y refiriéndose a su temprana floración. En la época medieval, la margarita fue llamada primula veris o "primogénita de primavera".
nutans: epíteto latino que significa "con balanceo".
Sinonimia
- Aleuritia nutans (Georgi) Soják
- Primula sibirica Jacq.
- Primula sibirica Wulfen[6]